# Anse des Cayes
L'anse des Cayes est une petite anse du littoral sur la rive sud du fleuve Saint-Laurent, située entre les embouchures du ruisseau à Sem et du ruisseau de la Vapeur, dans la municipalité des Méchins, au Québec. Historiquement, les résidents des Méchins nomment « cayes » les trois amas rocheux à fleur d'eau qui se trouvent dans l'anse. Ces rochers sont plus imposants à marée basse.
Son nom a été proposé par Jocelyne De Champlain le 18 septembre 2009. La municipalité des Méchins a accepté ce nom qui a été officialisé par la Commission de toponymie du Québec le 1er décembre 2009.